# 葡萄牙恢復獨立紀念日

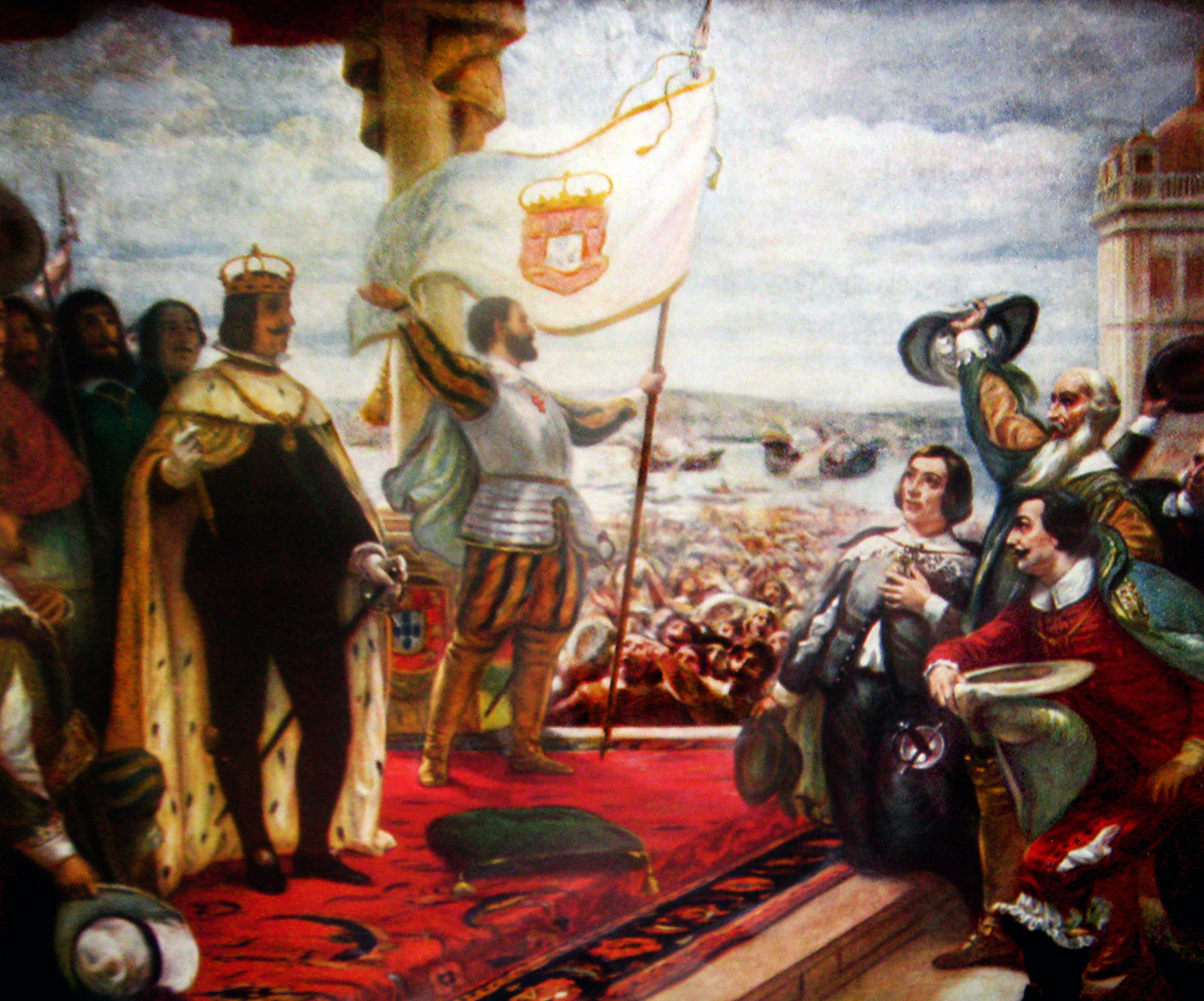
约翰四世称王

葡萄牙恢復獨立紀念日或光復節，是紀念1640年12月1日，葡萄牙貴族發動革命並引發葡萄牙王政復古戰爭，囚禁當時代表西班牙統治葡萄牙的皇室成員曼度亞公爵夫人的日子。
貴族當天的舉動，得到葡萄牙全國上下的即時響應，並立布拉干薩(Bragança)第八公爵約翰為王，是為約翰四世(D. João IV)。12月2日，約翰四世開始以國家主權代表的身份，致函埃武拉市政廳宣佈政令。葡萄牙作為一個國家的地位，也從此恢復。
葡萄牙隨後與西班牙進行歷時達28年的光復戰爭。雙方在1668年締結《里斯本條約》，其中西班牙把葡萄牙原來擁有的領土和海外屬地，除了休達、薩爾瓦特拉德米尼奧、埃爾米森德外，全部歸還給葡萄牙。

## “恢復獨立”與澳門
在葡萄牙與西班牙合併的時期內，雙方其實早已協議：葡萄牙海外屬地的管理依舊，葡萄牙國旗繼續懸掛，原有的貿易也如常進行。而在澳門的葡萄牙人也按照規定，向西班牙國王宣誓效忠，但其自我管理機關議事會，則按照協議，如常懸掛葡萄牙國旗。因此，葡萄牙光復後約翰四世賜給澳門“無比忠貞”（não há outra mais leal）的稱號，基本上是出於鞏固本身政權的需要，只是“一場美麗的誤會”。
在澳門半島三盞燈附近，以及氹仔的「光復街」，就是紀念當年的事跡的。
澳門主權移交前，恢復獨立紀念日曾是澳門公眾假期，主權移交後被取消。

## 參看
- 葡萄牙王政復古戰爭
- 葡萄牙自由日
- 葡國日、賈梅士日暨葡僑日
- 葡萄牙共和國成立日